# Johann F. Heymans
John Frederick Heymans (apodado: Johann) (Paramaribo, 26 de enero de 1871 - 18 de abril de 1933) es un escritor de Surinam. 
Heymans trabajó como impresor en los Fraters van Tilburg y posteriormente como fabricante de cestos. Escribió dos novelas: una `novela histórica romántica' Suriname als ballingsoord of Wat een vrouw vermag (Surinam como un exilio o lo que una mujer puede hacer) (1911) sobre el asesinato del Gobernador Cornelis van Aerssen van Sommelsdijck en 1688, y De bastiaan en zijn dochter (fecha desconocida). Muy probablemente dedicó ambos libros a su hija, Frederika Juliana Heymans, porque durante gran parte de su vida Heymans sufrió de ceguera.